# 大牟田市立大牟田特別支援学校
大牟田市立大牟田特別支援学校（おおむたしりつ おおむたとくべつしえんがっこう）は、福岡県大牟田市天道町24番地に所在する知的障害者のための公立特別支援学校。ユネスコスクールとして持続可能な開発のための教育（ESD）に取り組んでいる。

## 学部
- 小学部
- 中学部
- 高等部
- 訪問部

## 沿革
- 1971年（昭和46年） - 大牟田市立大牟田養護学校として開校
- 1986年（昭和61年） - 高等部新設
- 2000年（平成12年） - 高等部重複学級新設・訪問教育正式認可
- 2007年（平成19年） - 特別支援教育の実施により、大牟田市立大牟田特別支援学校と改称